# شهرستانک (تربت جام)
شهرستانک (تربت جام)، روستایی از توابع بخش پائین جام شهرستان تربت جام در استان خراسان رضوی ایران است.

## جمعیت
این روستا در دهستان زام قرار دارد و براساس سرشماری مرکز آمار ایران در سال ۱۳9۵، جمعیت آن  1079نفر (290خانوار) بوده‌است.